# Jacob Typotius
Jacob Typotius, född 1540 i Diest, Brabant, död 1601 i Prag, var en flamländsk lärd.
Typotius studerade vid universitetet i Louvain, mest juridik, besökte sedermera flera andra universitet, huvudsakligen i Italien, samt slog sig slutligen ned i Würzburg. Pontus De la Gardie, på återväg från Italien, sände i början av 1578 Typotius i sällskap med en kapten från Augsburg till Sverige, man vet inte av vilken anledning. I Stockholm blev Typotius strax kung Johans handsekreterare. Till en början räknades han av den då nyss anlände Possevino till det romersk-katolska partiet, som just då ivrigast bemödade sig att föra Johan över till fullständig romersk katolicism; men snart befanns, att Typotius fastmer var anhängare av kungens förmedlingsförsök. Ja, man beskyllde honom till och med för att bakom kungens rygg och dock i hans namn ha skrivit flera hotande brev till Rom, i vilka fordrades, att man skulle gå in på kungens förslag. Emellertid råkade Typotius i ovänskap med sin förre gynnare De la Gardie, blev i juni 1581 fängslad och dömdes för svåra, obevisade beskyllningar mot denne kungens gunstling till livstids fängelse. Det är ännu ej fullt utrett, vari dessa anklagelser skulle ha bestått. Typotius fördes till Åbo, där han satt fängslad några år, och flyttades sedan till Tavastehus. Under sin fängelsetid författade han flera moraliska och politiska arbeten. Knappt var Johan död och Sigismund anländ, förrän Typotius 1593
frigavs. Han uppträdde vid Johans begravning i Uppsala med ett improviserat latinskt lovtal, som i bearbetad form utgavs: Regis Johannis III laudatio funebris (1594). Även vid Sigismunds kröning höll Typotius ett tal, Oratio inauguralis (tryckt samma år), i vilket några mindre välbetänkta yttranden förekommer. Han utgav dessutom samma år Oratio genethliaca, riktat till drottning Anna. Efter kungens avresa kvarstannade Typotius till mitten av 1597, sysselsatt med utgivning av några arbeten: De fortuna (1595), De justo seu de legibus (samma år) och De salute reipublicæ (samma år). Vid sin avresa besökte Typotius Danmark och kom omsider till Prag, där han som historiograf trädde i kejsar Rudolfs tjänst. Där utgav han Orationes turcicæ III (1598) samt arbetade på texten till ett stort praktverk av Octavius de Strada, Symbola divina et humana, av vilket två av honom författade delar utgavs 1602. I Prag uppsatte han (1600) även, på begäran av det spanska sändebudet, Notæ de regno Suecicæ (1605; i 2:a upplagan, 1606, kallat Relatio historica de regno Sveciæ et bellis civilibus atque externis; omtryckt 1678). I Sverige satte man sådant värde på skriften, att kung Karl IX lät Andreas Bureus översätta den (1608) och åberopade den i en offentlig handling. Den är bitter mot De la Gardie.